# Geonoma appuniana
Geonoma appuniana är en enhjärtbladig växtart som beskrevs av Richard Spruce. Geonoma appuniana ingår i släktet Geonoma och familjen Arecaceae. Inga underarter finns listade i Catalogue of Life.